# 베가번스의 전설
《베가번스의 전설》(영어: The Legend of Bagger Vance)은 2000년 공개된 미국의 스포츠 판타지 드라마 영화이다. 로버트 레드퍼드가 연출을, 제러미 레번이 각본을 맡았으며, 스티븐 프레스필드의 동명 소설을 원작으로 한다.

## 줄거리
1930년대 조지아주 서배너. 래널프 주너는 천재 골퍼로 미래를 기대하고 있었지만, 제1차 세계 대전 때 받은 충격으로 방종한 생활을 보내게 되었다. 하지만 그런 그의 앞에 갑자기 나타난 어델과 배거 밴스 덕분에 래널프는 점차 과거의 자신을 되찾아 간다.

## 출연
- 윌 스미스 - 배거 밴스 역
- 맷 데이먼 - 래널프 주너 역
- 샬리즈 세런 - 어델 인버고든 역
- 브루스 맥길 - 월터 헤이건 역
- 조엘 그레치 - 보비 존스 역
- J. 마이클 몽크리프 - 하디 그리브스 역
- 레인 스미스 - 그랜틀런드 라이스 역
- 피터 게러티 - 네스컬루사 역
- 잭 레먼 - 해설 / 나이가 든 하디 그리브스 역

## 평가
영화는 긍정적이지도 않고 부정적이지도 않은 평가를 받았다. 로튼 토마토에서는 43%를 차지했다.

## 흥행
북아메리카에서 첫 주에 2,061관에서 공개되어 주말 3일간 약 1,151만 달러를 벌어들이며 첫 등장 3위를 차지했다.